# Sulamaina
De sulamaina (Streptocitta albertinae) is een zeldzame vogel uit de familie spreeuwen. De vogel werd in 1866 door Hermann Schlegel beschreven en vernoemd naar een van de dochters van de Nederlandse dierkundige Th.G. van Lidth de Jeude als eerbetoon aan haar vader die in 1863 overleed.

## Kenmerken
De vogel is 45 cm lang, inclusief de ongeveer 25 cm lange staart. De kale huid rond het oog, wangstreek en de kin is donker. Het verenkleed op de kruin, hals, borst en buik is zuiver wit. De veren op de rug, vleugels en de staart zijn zwart met een groene glans. De poten en de snavel zijn geel.

## Verspreiding en leefgebied
De soort komt voor op de Banggai-eilanden (daar alleen op de eilanden Taliabu en Mangole) en Sula eilanden in Indonesië. Daar leeft de sulamaina in hoge bomen in laaggelegen bossen en landbouwgrond tot op 250 meter hoogte boven zeeniveau.

## Status
De sulamaina heeft een beperkt verspreidingsgebied en daardoor is de kans op uitsterven aanwezig. De grootte van de populatie is niet gekwantificeerd en de vogel is in geschikt habitat zeker niet zeldzaam. Hoewel de vogel tolerant is ten opzichte van aantasting van het natuurlijk aanwezige bos, wordt toch gevreesd voor habitatverlies door grootschalige ontbossing waarbij natuurlijk bos wordt omgezet in gebied voor agrarisch gebruik. Om deze redenen staat deze soort als gevoelig op de Rode Lijst van de IUCN.